# François-Louis du Pouget de Nadaillac
Pour les autres membres de la famille, voir Famille du Pouget de Nadaillac.
François-Louis du Pouget, comte de Nadaillac, vicomte du Monteil, baron de la Villeneuve et de la Farge (juin 1701, château de Nadaillac - 17 septembre 1783, château de Vaudoy), est un général français.

## Biographie
François-Louis du Pouget de Nadaillac est le fils de François du Pouget de Nadaillac (1666-1749), colonel du régiment de milices de Guyenne, et d'Aimée Eléonore de Plas. Il épouse Mlle du Pille du Monteil (qui lui amène le château du Monteil), puis Adélaïde de Barral-Montferrat (sœur de Paulin de Barral).
Il entra au service dans les mousquetaires de la Garde du roi dans la première compagnie le 19 juillet 1721. Il obtint, le 5 novembre 1733, une compagnie de cavalerie au régiment de Talleyrand. Il la commanda à l'attaque des lignes d'Etlingen, et au siège de Philippsburg en 1734, à l'affaire de Clausen en 1735, au siège de Prague en 1741, au ravitaillement de Frauenberg, à la défense et à la retraite de Prague en 1742, et à la bataille de Dettingen en 1743. En 1743, il reçut le bâton d'exempt des gardes du corps du roi et fut fait chevalier de Saint-Louis.
Il fit toutes les campagnes de Flandre, de 1744 à 1748, soit avec le roi, soit avec les gardes du corps, et se trouva aux sièges de Menin, d'Ypres, de Furnes et de Fribourg, en 1744, à la bataille de Fontenoy, aux sièges de Tournai, d'Oudenarde, de Dendermonde et d'Ath, en 1745, à la bataille de Rocourt en 1746, à celle de Lauffeld, en 1747 et au siège de Maastricht en 1748. 
Dès le 3 janvier 1745, il avait obtenu une commission pour tenir rang de mestre de camp de cavalerie. Il fut promu au grade de brigadier des armées du roi, le 10 mai 1748, et obtint, le 11 juin 1758, un brevet pour tenir rang d'enseigne des gardes du corps. 
Nommé maréchal de camp le 20 février 1761, il fut employé, en cette qualité, au camp de Dunkerque, par lettres du 1er mai 1762. Le roi le gratifia d'une pension, en considération de ses longs services, et des blessures qu'il avait reçues dans les diverses campagnes qu'il avait faites. En 1770, il eut l'honneur d'être choisi pour aller chercher la future reine à Strasbourg. Il fut promu lieutenant-général des armées du roi, le 1er mars 1780.

## Sources
- Jean Baptiste Pierre Jullien de Courcelles, Dictionnaire historique et biographique des généraux français, depuis le onzième siècle jusqu'en 1820, Volume 9, 1823
- J.B. Gluck, Album historique du département du Lot avec les vues des principaux monuments et sites, 1852